# Perm (vùng)
Perm Krai (tiếng Nga:Пе́рмский край, Permsky kray) là một chủ thể liên bang của Nga (một vùng). Trung tâm hành chính là thành phố Perm.
Perm Krai là một chủ đề liên bang của Nga (một Krai) được thành lập vào ngày 01 tháng 12 năm 2005 như do kết quả của cuộc trưng cầu dân ý năm 2004 về việc sáp nhập của tỉnh Perm và Khu tự trị Komi-Permyak. Thành phố Perm đã trở thành trung tâm hành chính của chủ thể mới của liên bang. 
Khu tự trị Komi-Permyak giữ lại tình trạng tự trị trong Perm Krai trong giai đoạn chuyển tiếp 2006-2008. Nó cũng giữ lại một ngân sách riêng biệt từ các Krai, giữ tất cả các chuyển liên bang. Bắt đầu từ năm 2009, ngân sách Khu tự trị Komi-Permyak trở thành chủ đề của pháp luật ngân sách của Perm Krai. Các giai đoạn chuyển tiếp đã được thực hiện một phần bởi vì Khu tự trị Komi-Permyak dựa rất nhiều vào các khoản trợ cấp liên bang, và cắt giảm đột ngột sẽ gây bất lợi cho nền kinh tế của nó.

## Liên kết
- Official website of Perm Krai Lưu trữ ngày 14 tháng 7 năm 2007 tại Wayback Machine (tiếng Nga)
- Perm Chamber of Commerce and Industry Lưu trữ ngày 2 tháng 12 năm 2012 tại Wayback Machine
- Perm State University Lưu trữ ngày 25 tháng 11 năm 2012 tại Wayback Machine
- Tourist Resourses of Perm Krai Lưu trữ ngày 2 tháng 12 năm 2024 tại Wayback Machine

Bản mẫu:Vùng Perm